# Nanorana mokokchungensis
Nanorana mokokchungensis es una especie de anfibio anuro de la familia Dicroglossidae. Es endémica de la zona de Mokokchung en el estado de Nagaland, al noreste de la India. Habita junto a arroyos en zonas de bosque a unos 1200 metros de altitud.